# Corrección monetaria
La corrección monetaria es el reconocimiento monetario o pecuniario del efecto inflacionario en los bienes de un determinado sujeto contribuyente de primera Categoría. (Revaloriza los derechos y los bienes del sujeto)

## Situación en Chile
1.º Régimen: Artículo. 41 inciso 1.º(Ley de impuesto a la renta):
Capital Propio Inicial. Variación IPC entre el mes de noviembre a noviembre del año siguiente (último día del 2.º mes anterior al de la iniciación del ejercicio y el último día del mes anterior al del balance).
El capital propio estará compuesto por los activos, pasivos y las Cuentas INTO que no representen inversiones efectivas (Cuentas INTO: Intangibles, Nominales, Transitorias, De Orden).
Para efectos de este artículo, capital propio es = Activos—Pasivo exigible a la fecha de iniciación del ejercicio comercial, debiendo rebajarse previamente las cuentas INTO.
- -	Activo Fijo: variación del IPC anual (noviembre a noviembre).
- -	Adquisiciones dentro del año: desde el mes anterior a la adquisición.
- -	Valor Neto: contablemente bruto, menos depreciaciones acumuladas.
- -	Bienes del Activo Fijo: se reajustan por IPC.
- -	Existencias: costo de reposición. La valorización que ha de hacerse de las mercaderías.
- -	Castigo: el traslado de activo a pérdida (deudas que no se cobrarán).

Cuando se revalorizan activos, se genera una utilidad, por ende una renta gravada. Si se revalorizan pasivos, y dentro del cual está el capital, se produce una pérdida.
- 2.º Régimen: Artículo. 41 inciso 2.º.  (“Los contribuyentes que enajenen ocasionalmente bienes y cuya enajenación sea susceptible”
- 3.º Régimen: Artículo. 41 inciso 3.º, 4.º, 5.º: Se refiere a la forma de valorización actual de derechos sociales cuando se enajena.

En el inciso 4.º se encuentra la excepción: En el caso de la enajenación de derechos en sociedades de personas […] 
VPP: Valor Patrimonial Proporcional (Es el VPP Tributario).

## Criterios
- 1. Quien Enajena: Se distingue. Si lleva o no contabilidad.
- 2. Quien Adquiere: Se distingue. Si es o no relacionado

1.ª Situación: Enajena un contribuyente con contabilidad a un no relacionado. Art. 41 n.º 9.º, VPP Tributario no a la fecha de la enajenación, sino a la fecha del balance anterior.
2.ª Situación: Contribuyente sin contabilidad completa a un no relacionado. El contribuyente sin contabilidad es la persona natural común y corriente. El costo tributario será el valor libro tributario. Art. 41 inciso 3.º.
3.ª Situación: Contribuyente sin contabilidad que le enajena a un relacionado. Art. 41 inciso 4.º. El costo tributario será el valor del aporte, a menos que éste se haya financiado con FUT.